# Zasloužilý geolog Běloruské republiky
Zasloužilý geolog Běloruské republiky (bělorusky Заслужаны геолаг Рэспублікі Беларусь) je čestný titul Běloruské republiky. Udílen je prezidentem republiky pracovníkům geodetických organizací za zásluhy o oblast geologie a příbuzných oborů.

## Pravidla udílení
Čestné tituly, podobně jako další státní vyznamenání, udílí prezident republiky či jiné osoby v jeho zastoupení. Čestné tituly jsou udíleny na základě vyhlášky prezidenta republiky. K jejich udělení dochází během slavnostního ceremoniálu a oceněnému je předáváno potvrzení o udělení ocenění a odznak.
Čestný titul Zasloužilý geolog Běloruské republiky se udílí vysoce profesionálním inženýrům a technikům, vědeckým a dalším pracovníkům geologických, geofyzikálních, hydrogeologických, topografických a geodetických organizací a výzkumných institucí, kteří v oboru pracují po dobu nejméně deseti let. Udílen je za vynikající služby v oblasti geologie a průzkumu nerostných surovin, významný přínos k vytvoření a rozšíření základny nerostných zdrojů v Bělorusku a za rozvoj a implementaci pokročilých technologií v geologickém průzkumu.